# Akodon affinis
Akodon affinis е вид бозайник от семейство Мишкови (Muridae). Видът е незастрашен от изчезване.

## Разпространение
Разпространен е в Колумбия.

## Описание
Теглото им е около 24,9 g.
Популацията им е стабилна.